# Комиссия по финансовому надзору
Комиссия по финансовому надзору (пол. Komisja Nadzoru Finansowego, KNF) — государственный орган надзора за финансовым рынком в Польше.

## История
Комиссия была создана 19 сентября 2006 года на основании Закона от 21 июля 2006 года «О надзоре за финансовым рынком». До 31 декабря 2007 года Комиссия осуществляла надзор за страховыми компаниями, пенсионными фондами, рынком капитала и финансовыми конгломератами. С 1 января 2008 года Комиссия взяла на себя обязанности по банковскому надзору и надзору за учреждениями, осуществляющими электронные денежные операции. До этого момента функции по надзору за банковским сектором осуществляла Комиссия по банковскому надзору.

## Деятельность
Задача контрольно-надзорной деятельности Комиссии по отношению к рынку капитала состоит в обеспечении правильного функционирования этого рынка, особенно безопасности обращения, охране инвесторов и других участников этого рынка, а также соблюдении правил честного обращения.
В связи с этим к обязанностям Комиссии принадлежит:
- осуществление действий по поддержке правильного функционирования рынка капитала;
- проведение надзора за деятельностью субъектов инфраструктуры рынка;
- ведение образовательной и информационной деятельности;
- подготовка проектов законодательных актов, связанных с функционированием рынка капитала.

Контрольно-надзорная деятельность по допуску финансовых инструментов к обращению на регулируемом рынке состоит в утверждении эмиссионных проспектов, проведению информационной акции и учете квалифицированных инвесторов. Надзор за деятельностью контролируемых субъектов связан, прежде всего, с выдачей разрешений на осуществление определенного вида деятельности.

## Состав
В состав Комиссии входит Председатель и двое заместителей, назначаемые Председателем Совета Министров, а также четверо членов Комиссии, которыми являются: Министр по вопросам финансовых учреждений и Министр социального обеспечения либо их представители, Председатель Национального банка Польши либо назначенный им заместитель Председателя центрального банка, а также представитель Президента Республики Польша. Деятельность Комиссии осуществляется также при поддержке Управления Комиссии. Надзор за деятельностью Комиссии осуществляет Председатель Совета Министров.

### Председатели Комиссии
- Станислав Клуца[пол.] (с 29 сентября года по 12 октября 2011 года)
- Анджей Якубяк[пол.] (с 12 октября 2011 года)
- Марек Хржановский[пол.] (с 2016 года)